# Anthanassa albofascia
Anthanassa albofascia är en fjärilsart som beskrevs av Johannes Karl Max Röber 1914. Anthanassa albofascia ingår i släktet Anthanassa och familjen praktfjärilar. Inga underarter finns listade i Catalogue of Life.